# زوان خشن
الزوان الخشن أو نصيلة أو سمة (باللاتينية: Lolium rigidum) نوع نباتي يتبع جنس الزوان من الفصيلة النجيلية.
ينتشر في الجزيرة العربية والمشرق العربي والمغرب العربي وأوروبا وآسيا الوسطى.

## الوصف النباتي
نبات عشبي حولي. يشبه القمح إلى حد كبير وينتشر كعشبة.

## الموئل والانتشار
موطنه الأصلي شبه الجزيرة العربية وحوض البحر الأبيض المتوسط وأوروبا، حيث يتواجد في بلاد الشام ومصر والمغرب العربي ومعظم مناطق أوروبا.

## مرادفات للاسم العلمي
- (باللاتينية: Lolium strictum C. Presl)